# Ação Republicana
Acção Republicana foi um agrupamento político fundado em Portugal a 16 de Dezembro de 1923 por Álvaro de Castro e um grupo de três dezenas de deputados e senadores eleitos pelo Partido Nacionalista. O grupo abandonou o Partido Nacionalista e constituiu o Grupo Parlamentar de Acção Republicana.